# Storthoptera tripuncta
Storthoptera tripuncta är en fjärilsart som beskrevs av Herrich-Schäffer 1855. Storthoptera tripuncta ingår i släktet Storthoptera och familjen nattflyn. Inga underarter finns listade i Catalogue of Life.